# Mediorhynchus robustus
Espèce
Synonymes
- Mediorhynchus garruli Yamaguti, 1897

Mediorhynchus robustus est une espèce d'acanthocéphales de la famille des Gigantorhynchidae.
C'est un parasite digestif d'oiseaux néarctiques découvert par Van Cleave en 1916.
Il a également été découvert chez le geai au Japon.